# Andrea Longo (atleta)
Andrea Longo (Piove di Sacco, 26 giugno 1975) è un ex mezzofondista italiano specializzato negli 800 metri piani, attuale primatista italiano della specialità insieme a Marcello Fiasconaro e vincitore di sette titoli nazionali.
È stato finalista negli 800 metri piani ai Giochi olimpici di Sydney 2000, oltre che in due edizioni dei campionati mondiali (Siviglia 1999 e Saint-Denis 2003) e due dei campionati europei (Budapest 1998 e Göteborg 2006). Vanta inoltre un titolo europeo under 23 sulla distanza (Turku 1997).

## Biografia
Dopo le prime esperienze sportive come giocatore di pallacanestro, inizia con l'atletica nell'Atletica Villanova, per passare poi alla Libertas Padova e alla Libertas Catania. Dal 1995 è alle Fiamme Oro. Nel settembre 2005 ha sposato la velocista francese Fabé Dia, conosciuta durante i Mondiali indoor di Maebashi (Giappone) nel 1999.
Andrea Longo si è rivelato alla ribalta internazionale nel 1997, vincendo l'oro negli 800 ai Campionati Europei under 23 di Turku (Finlandia). Nel 1998 vince la finale di Coppa Europa Super League a San Pietroburgo, sempre negli 800. Nello stesso anno è settimo ai Campionati Europei di Budapest, in una gara che lo vedeva tra i favoriti, anche a causa di uno scontro con lo svizzero André Bucher.
Partecipa alle Olimpiadi di Sydney nel 2000, giungendo in finale, dove è eliminato per scorrettezze. Il 3 settembre dello stesso anno con 1:43.74 a Rieti stabilisce la seconda prestazione italiana di sempre nel doppio giro di pista. Il record italiano, datato 1973 resta a Marcello Fiasconaro con il tempo manuale 1:43.7, all'epoca primato mondiale sulla distanza.
Al Meeting di Torino del 9 giugno 2001 viene trovato positivo ad un metabolita del nandrolone e viene squalificato per due anni.
Nel 2003 ottiene una deroga dalla IAAF (la federazione internazionale di atletica leggera) per ottenere il minimo di partecipazione ai Campionati Mondiali di Parigi. Ottenuto il minimo partecipa ai mondiali, dove arriva quinto.
Nel 2004 torna alle Olimpiadi, fermandosi alle semifinali. Il 2005 è un anno segnato per lui da problemi di infortuni, tanto che per i Campionati Mondiali di Helsinki gli viene preferito l'amico Maurizio Bobbato, ottocentista azzurro in grande crescita. Nel 2006 Andrea si rimette in evidenza conquistando la finale ai campionati europei di Göteborg dove giunge settimo e termina la stagione con un incoraggiante 1:44.86 al meeting di Rieti. Il 2007 è stata una stagione anonima, costellata da molti problemi fisici e nel 2008, dopo il periodo di preparazione invernale svolto in Sudafrica, non ha potuto dare la caccia del minimo per la sua terza partecipazione ai Giochi Olimpici, ancora bloccato da un infortunio, per il quale è potuto scendere in pista in scarse condizione di forma soltanto due volte a stagione inoltrata.

## Record nazionali
Seniores
- 800 metri piani: 1'43"74 ( Rieti, 3 settembre 2000)

## Palmarès
| Anno | Manifestazione          | Sede        | Evento      | Risultato        | Prestazione | Note |
| ---- | ----------------------- | ----------- | ----------- | ---------------- | ----------- | ---- |
| 1994 | Mondiali juniores       | Lisbona     | 800 m piani | Semifinale       | 1'52"00     |      |
| 1996 | Europei indoor          | Stoccolma   | 800 m piani | 5º               | 1'49"19     |      |
| 1997 | Giochi del Mediterraneo | Bari        | 800 m piani | Argento          | 1'47"54     |      |
| 1997 | Europei under 23        | Turku       | 800 m piani | Oro              | 1'46"49     |      |
| 1997 | Mondiali                | Atene       | 800 m piani | Quarti di finale | 1'46"60     |      |
| 1998 | Europei indoor          | Valencia    | 800 m piani | Batteria         | dq          |      |
| 1998 | Europei                 | Budapest    | 800 m piani | 7º               | 1'46"66     |      |
| 1999 | Mondiali                | Siviglia    | 800 m piani | 6º               | 1'45"33     |      |
| 2000 | Giochi olimpici         | Sydney      | 800 m piani | Finale           | dq          |      |
| 2003 | Mondiali                | Saint-Denis | 800 m piani | 5º               | 1'45"43     |      |
| 2004 | Giochi olimpici         | Atene       | 800 m piani | Semifinale       | 1'45"97     |      |
| 2006 | Europei                 | Göteborg    | 800 m piani | 7º               | 1'47"11     |      |

## Campionati nazionali
- 4 volte campione italiano assoluto degli 800 metri piani (1998, 1999, 2000, 2005)
- 1 volta campione italiano assoluto indoor degli 800 metri piani  (2004)
- 2 volte campione italiano assoluto indoor dei 1500 metri piani (2004, 2005)

## Altre competizioni internazionali
1997
- Bronzo al Golden Gala ( Roma), 800 m piani - 1'44"40

1998
- Bronzo all'Herculis ( Monaco), 800 m piani - 1'44"40

1999
- 5º all'Herculis ( Monaco), 800 m piani - 1'43"93
- 8º al Memorial Van Damme ( Bruxelles), 800 m piani - 1'44"59

2003
- 7º alla World Athletics Final ( Monaco), 800 m piani - 1'47"12

2004
- 4º al Golden Gala ( Roma), 800 m piani - 1'44"42
- 7º all'Athletissima ( Losanna), 800 m piani - 1'46"99

2006
- 6º all'ISTAF Berlin ( Berlino), 800 m piani - 1'46"21
- 6º al Golden Gala ( Roma), 800 m piani - 1'46"33

2007
- 6º al Golden Gala ( Roma), 800 m piani - 1'47"68